# 小山田宗徳
小山田 宗徳（おやまだ むねのり、1927年12月14日 - 1986年5月13日）は、日本の俳優、声優である。福島県石川郡石川町出身で、東京府立第六中学校を経て東京高等学校 (旧制)を1948年に卒業した。

## 略歴
1951年に俳優座養成所へ三期生として入所し、1954年に卒業した。同期に穂積隆信、渡辺美佐子らがいた。1960年に小沢昭一らと7人で「劇団俳優小劇場」を旗揚げ、小劇場活動で先駆的役割を務めた。1961年に、水谷八重子に招かれて「女の勲章」で新派の舞台に立った。
舞台公演の傍ら1950年代後半からテレビドラマにも活躍の場を広げ、「今日を生きる」「白い南風」などのいわゆる『よろめきドラマ』に出演すると、誠実で落ち着いた雰囲気と風貌が主婦層に高く人気を得た。1962年に、主題歌の歌唱も担当した『地方記者』『続 地方記者』（日本テレビ）に主演すると、男性からも支持を得て茶の間の人気者となる。
多数のテレビドラマ出演だけでなくラジオドラマ、ナレーション、吹き替えなど声の仕事も多い。龍角散のテレビコマーシャルのナレーションや、ウォルト・ディズニー、ヘンリー・フォンダ、ラリー・ハグマンなどの日本語版吹き替えを担当し、ヘンリー・フォンダの吹き替えは持ち役となった。1976年にテレビ放送された映画『エスピオナージ』がフォンダの吹き替えを担当した最後である。テレビドラマ『スパイ大作戦』のオープニングで「……頭脳と体力の限りを尽くしこれを遂行する」のナレーションも人気となった。
元来の高血圧と過労が影響して1968年に脳溢血で倒れたが回復。1969年に宝塚歌劇団OGの日夏悠理と見合い結婚。2月5日にお見合い、5月3日に婚約、8月9日に結婚というスピード婚だったうえに、女性人気の高い俳優でありながら長らく独身であったことから、女性週刊誌を中心に、独身主義者が挫折して遂に結婚といった報道がなされた。その為か、同年輩の独身男性から「(あなたは独身主義者だと思っていたのに)裏切られた」という抗議の手紙が小山田の元に寄せられたという。それを受けて小山田自身が『諸君!』に、マスコミの勝手なレッテル張りにやんわりと釘を刺す「虚像の〝独身主義〟」と題したユーモラスな一文を寄稿した。日夏との間には一男一女がある。
1971年に脳血栓で左半身麻痺を患うが、夫人の献身的な支えもあり現役復帰した。その後もテレビや舞台の仕事を続けたが、1976年2月に、新劇合同公演「桜姫東文章」の稽古中に体調を崩して降板し、1977年末に三度目の発作に襲われて療養を余儀なくされた。
1986年5月13日午後8時40分に、クモ膜下出血のため自宅で享年58歳で死去した。当時はレギュラー出演していた『大都会 PARTII』が日本テレビで再放送されており、最終出演であった31話の最後に追悼のテロップが流れた。

## 出演作品（俳優）

### テレビドラマ
- ある星の男（1958年、日本テレビ）
- 東芝日曜劇場　あざのある女（1959年、KRテレビ）
- ヤシカゴールデン劇場 地球は引受けた（1960年、日本テレビ）
- お地蔵さんのある街（1960年、TBS）
- 白い南風（1961年、日本テレビ）
- ゼロの焦点（1961年、フジテレビ） - 鵜原憲一
- テレビ指定席 長い髪の女（1961年、NHK）
- 日産劇場 虞美人草（1961年、日本テレビ）
- 地方記者（1962年、日本テレビ）
- 続 地方記者（1962年、日本テレビ）
- 波紋（1963年、NHK）
- 東芝日曜劇場　カミさんと私　その12（1963年、TBS）　-　※映像が現存する
- テレビ指定席 テール・ライト（1963年、NHK）
- 水の炎（1964年、日本テレビ）
- 虹の設計（1964年、NHK）
- 風雪 当世書生気質（1964年、NHK） - 桐山
- グーチョキパー（1964年、フジテレビ）
- うそ八万騎（1964年、日本テレビ）
- がいな奴（1965年、フジテレビ）
- 愛しの太陽（1966年、東海テレビ） - ナレーション
- 泣いてたまるか（1966年09月25日、TBS）第13話「さよなら敬礼！」
- 真田幸村（1966年、TBS） - ナレーション
- NHK劇場 部屋（1967年、NHK）
- 旅路（1967年、NHK）
- 戦いすんで日が暮れて（1969年、日本テレビ）
- 鞍馬天狗（1969年、NHK） - 松平主膳
- ただいま同居中（1970年、TBS） - 一郎
- 銀河ドラマ 朱鷺の墓（1970年、NHK） - 雁木機一郎
- 裁きの家（1970年、関西テレビ） - 小田島謙介
- 大江戸捜査網 第4話 「火を吐く幻の罠」（1970年、12ch）- 一関藩主席家老日下将艦
- 春の坂道（1971年、NHK大河ドラマ） - 片桐且元
- 大忠臣蔵（1971年、NET / 三船プロダクション） - ナレーション
- めだかの歌（1971年、TBS）
- 銀河ドラマ 炎の旅路（1971年、NHK）
- 赤ひげ（1973年、NHK）
  - 第32話「退院」 - 木倉又三郎
  - 第46話「駆込み訴え」
  - 第47話「ひぐらし」
- 太陽にほえろ!（NTV / 東宝）
  - 第59話「生命の代償」（1973年） - 井村太一
  - 第247話「家出」（1977年） - 谷俊
- 高校教師（1974年、12ch / 東宝） - 坂本紀子の父・康彦
- 6羽のかもめ（1974年、CX）
- ふりむくな鶴吉 第2話「暗闇坂」（1974年、NHK）
- 水戸黄門 第6部 第11話「黄門さまの縁結び -出雲-」（1975年、TBS） - 沢田屋清兵衛
- 俺たちの朝 第22話「タヌキと青春時代と心の傷み」（1976年、NTV / 東宝） - 谷木
- NHK少年ドラマシリーズ 快傑 黒頭巾（1976年、NHK）
- 花王愛の劇場　 母の肖像（1977年、TBS/ 国際放映） - 小島三峰
- 大都会 PARTII 第11話「対決」 - 第31話「殺人計画No.4」（1977年、NTV / 石原プロモーション） - 武井勉課長

### 映画
- さらばラバウル（1954年、東宝） - 吉田少尉
- あすなろ物語（1955年、東宝） - 木原
- どんと行こうぜ（1959年、松竹） - 生枝新三郎
- 花影 (1961年) - 語り
- 競輪上人行状記（1963年、日活） -  鏡味
- 恐怖の時間（1964年、東宝） - 吉岡記者
- 飛騨（1966年、日活） - ナレーション
- 育ちざかり（1967年、東宝） - 一夫
- ブラック・コメディ ああ!馬鹿（1969年、東宝） - 高井一雄
- ママいつまでも生きてね（1970年、大映） - 杉山敬吉
- 喜劇　男売ります（1970年、東宝） - 松崎秀吉
- ダメおやじ（1973年、松竹） - 南村不二夫

### 舞台
- マリアの首（劇団新人会 1959年） -治五郎
- サウンド・オブ・ミュージック（1965年）[14]
- オイディプス王（俳優小劇場 1967年） -オイディプス王
- 日と火と碑と人（1969年）
- ゲバラ・71・東京（1971年）-ゲバラ
- 君よ知るや南の国（1975年）-ロタリオ

## 出演作品（声の出演）

### 吹き替え
※太字は、主役・メインキャラクター。

#### 担当俳優
ヘンリー・フォンダ
- 間違えられた男（1967年、マニー）※NET版
- 荒野の決闘（1969年、ワイアット・アープ）※NET版
- スペンサーの山（1969年、クレイ・スペンサー）※NET版
- ワーロック（1969年、クレイ・プレイズデル）※NET版
- 十二人の怒れる男（1969年、陪審員8番）※NET版
- 求婚専科（1970年、フランク）※NET版
- テキサスの五人の仲間（1970年、メレディス）※NET版
- 地獄への道（1970年、フランク・ジェームズ）※NET版
- 胸に輝く星（1970年、モーグ・ヒックマン）※東京12ch版
- 怒りの葡萄（1972年、トム・ジョード）※NET版
- 戦争と平和（1972年、ピエール・ベズーホフ伯爵）※フジテレビ版
- 史上最大の作戦（1972年、セオドア・ルーズベルト・ジュニア）※NET版
- 絞殺魔（1973年、ジョン・S・ボトムリー）※NET版
- バルジ大作戦（1973年、カイリー中佐）※NET版
- エスピオナージ（1976年、アレン・デービスCIA長官）※NET版

#### 映画
放送時期不明
- ウエスタン（機内上映版）
- 最後の勝利者
- 地獄への逆襲
- クランチ船長（クランチ船長 - フォレスト・タッカー）
- 絞首台の決闘（フレッド・マクマレイ）
- 天地創造（ナレーション - ジョン・ヒューストン）※レコード版
- 番犬（アートシアター新宿文化劇場） - 少佐

1970年
- 心の旅路（チャールズ・レイニア〈ロナルド・コールマン〉）※NHK版

1971年
- 柔らかい肌（ピエール・ラシュネ〈ジャン・ドサイ〉）※東京12ch版
- ふるえて眠れ（ドルー〈ジョゼフ・コットン〉）※NHK版

1973年
- 奇襲戦隊（男〈ミシェル・ピコリ〉）※NET版

1974年
- 戦争と平和（ピエール・ベスーホフ〈セルゲイ・ボンダルチュク〉）※NET版

1976年
- わが命つきるとも（トーマス・モア〈ポール・スコフィールド〉）※NET版

#### ドラマ
- かわいい魔女ジニー（1966年 - 1970年、トニー（アンソニー・ネルソン少佐）〈ラリー・ハグマン〉）※NET版
- スパイ大作戦（1967年 - 1973年、ナレーション）※フジテレビ版
  - 第53話『恐怖のリモートコントロール』（1968年、ポール・シパード〈ブラッドフォード・ディルマン〉）
- ディズニーランド（1968年 - 1972年、ウォルト・ディズニー ※本人役）※日本テレビ版
- プリズナーNo.6（1969年、No.6〈パトリック・マクグーハン〉）※NHK版
- 刑事コロンボ（1973年）※NHK版
  - 第14話『偶像のレクイエム』（ジェリー・パークス〈メル・ファーラー〉）

#### 海外アニメ
- ルドルフ 赤鼻のトナカイ（サム）※テレビ版

### テレビアニメ
- バビル2世（1973年、NET）
- 宇宙戦艦ヤマト（1974年、よみうりテレビ・日本テレビ） - ナレーション

### ラジオドラマ
- 立体放送劇「駆逐艦雷電の告別」（NHKラジオ第1・第2、1966年）
- 芸術劇場（NHK-FM）
  - 彼らのあいだの屍（1971年）
  - 不思議な日曜日（1973年）
  - 昔こどもだったあなたに（1973年）
- オリベッティ劇場 怪人二十面相シリーズ（1973年 - 1974年、ニッポン放送）
- オリベッティ劇場 松本清張シリーズ（1974年、ニッポン放送）
- ラジオドラマ・播磨灘物語（1975年、KBC・九州朝日放送）

### ナレーション
- 黄色い大地 - La Murag Cinese（イタリア、1958年製作、監督：カルロ・リッツァーニ、製作：レオナルド・ボンツィ、編集：マリオ・セランドレイ）
- 火山の驚異 - Les Rendez-vous du Diable（フランス、1959年製作、監督・製作：アルーン・タジェフ）
- 海底探検世界一周 - 4 du Moana（フランス、1959年製作、監督：ベルナール・ゴルスキー、ピエール・パスキエ、ロジェ・ルザージュ、セルジュ・アルヌウ、編集：レイモン・ラミー）
- わが闘争 - Mein Kampf（スウェーデン、1960年製作、監督・製作：トーレ・ショーベルイ、編集：エルウィン・ライザー）
- 勝者と敗者　続・わが闘争 - Mein Kampf II（スウェーデン、1961年製作、監督・製作：トーレ・ショーベルイ、編集：イングマール・エーベ　エリック・ホルム）
- 革命の河 - IL FIUME DELLA RIVOLTA（イタリア、1965年製作、監督・編集：ティント・ブラス、製作：モリス・エルガス）
- アフリカ最後の残酷 - Mal D'Africa（イタリア、1967年製作、日本ヘラルド映画　監督・製作：スタニス・ニエボ）

### CM
- 龍角散

### テレビ番組
- おじさんおはなししてよ（1964年、NHK）
- 2時ですこんにちは「小山田宗徳ショー」（1966年　日本テレビ）

## 音楽
- EP：涙こらえて/星は流れる（東芝レコード、JP-1367） - 日本テレビドラマ『地方記者』主題歌（1962年）
- EP：北に南に/青い雨（東芝レコード、JP-1505） - 日本テレビドラマ『続・地方記者』主題歌（1962年）

## レコード

### 歌唱
- EP：涙こらえて／星は流れる（テレビドラマ『地方記者』主題歌。東芝レコード）
- EP：北に南に／青い雨（テレビドラマ『続地方記者』主題歌。東芝レコード）
- LP：『ゲバラ・71・東京』「君は？」（同タイトルの演劇で歌われた曲を収録したアルバム。テイチクレコード）
- CD：『ゲバラ・71・東京』（同タイトルLPのCD化。発売元：テイチクエンタテインメント、販売元：ディスクユニオン。）

### ナレーション、朗読
- EP：ポリドールこども劇場・レコード付紙芝居シリーズ（日本の民話「」世界の民話「星のふるばん」、芸術教育研究所）  - ナレーター
- LP：ブリトゥン：青少年の管弦楽入門 指揮：ローリン・マゼール（ポリドール・レコード） - ナレーター
- LP：教育勅語・軍人勅諭・戦陣訓（テイチクレコード、BH-1516）
- LP：フランク永井：旅情 （ビクター・レコード、1969年） - ナレーター ※第24回文化庁芸術祭参加作品
- LP：プロコフィエフ：ピーターと狼/マゼール - ナレーター
- LP：ミニヨン・ミュージカル：宮川泰、安井かずみ（歌唱：天地真理、峰岸徹、少年合唱団）『君よ知るや南の国』（1975年、CBSソニー） - ナレーター
- LP：「実音!日大闘争の記録」（日本ビクター、1970年頃、日本盤PROMO）A-1.「手記 中国文学科   - ナレーター